# Polypedilum californicum
Polypedilum californicum är en tvåvingeart som beskrevs av James E. Sublette 1960. Polypedilum californicum ingår i släktet Polypedilum och familjen fjädermyggor.
Artens utbredningsområde är Kalifornien. Inga underarter finns listade i Catalogue of Life.